# Sveriges jernbaner
Sveriges jernbaner er blevet anlagt siden midten af 1800-tallet. De var mest omfattende før anden verdenskrig med over 35.000 kilometer banestrækning, mens længden i begyndelsen af 2000'erne var faldet til omkring 12.000 kilometer jernbane, hvoraf 9.400 kilometer var elektrificeret.
Jernbanerne er anlagt over hele Sverige, dog i mindre grad i Nordsverige (og nedlagt på Gotland). Jernbanerne strækker sig også til Danmark, Norge og med jernbanefærger til Tyskland. Desuden er Sveriges jernbanenet sluttet til jernbanerne i Finland via jernbanestrækningen mellem Haparanda og Tornio, samt via jernbanefærge mellem Stockholm og Åbo på Ålandsøerne.
I visse områder er togtrafikken tæt og har et lidt mere udbygget jernbanenet, særlig i Stockholm, Göteborg og i Skåne-området. Andre områder derimod har mindre udbyggede strækningsnet. Også jernbanestandarden er svingende, eftersom der er visse nybyggede strækninger, som skal opfylde langt højere krav ved deres anlæggelse. De øvrige jernbaner skal ikke opfylde de særligt høje krav. Man forsøger at opretholde kvaliteten på jernbanernes alt efter, hvor vigtige de respektive baner anses for at være. En del af banerne er forfaldet meget. 

## Historie
I Sverige kontrollerede Statens Järnvägar (SJ) hovedbanerne (i Sverige kaldet stambana), mens lokale baner blev varetaget af private virksomheder. Sveriges første jernbane til godstrafik i åbent terræn var Frykstadbanan mellem Fryken og Klarälven, som åbnede i 1849. Sveriges første normalsporede generelle jernbane, var den privatfinansierede strækning Köping-Hult, som åbnede i 1856 (strækningen Örebro-Ervalla). Ansvarlig for den første anlægning var Adolf Eugène von Rosen. Første del af den statslige hovedbanesatsning var strækningen Göteborg-Jonsered samt strækningen Malmö-Lund, begge blev indviet den 1. december 1856. Ansvarlig for anlægningen var Nils Ericson.
Frem til 1950'erne øgedes jernbanenettet i Sverige, men derefter er mange baner blevet lukket på grund af øget konkurrence fra biltrafik og fly. Mange lande har af samme grund koncentreret sig om hovedbaner til hurtige forbindelser. Disse højhastighedstog kan opnå hastigheder på over 300 km/t. Til sammenligning er den højeste tilladte hastighed i Sverige 200 km/t; dog er nogle baner bygget eller ombygget til hastigheder op til 250 km/t.
I 1980'erne begyndte man at reformere SJ, som på daværende tidspunkt var en af Sveriges største arbejdsgivere. I 1988 blev den daværende baneafdeling udskilt (bortset fra højhastighedsvirksomheden) i det selvstændige selskab Banverket, mens organisationens øvrige dele kom til at udgøre det nye SJ.

## Persontrafik
Persontrafikken køres med et antal forskellige lokomotiver. Hurtigtogsnettet køres med X 2000-tog, særligt til og fra Stockholm. Der går nattog mellem det nordlige Sverige (Jämtland, Västerbotten, Norrbotten) og det sydlige Sverige (Stockholm, Göteborg og visse andre byer, som toget passerer). Ellers foregår trafikken med forskellige dagtog, på kortere afstande oftest med motorvogne og på længere afstande motorvogne eller lokomotiv med vogne.
En række forskellige togoperatører varetager persontrafikken i Sverige. SJ har en særlig position; hvis de vurderer, at de kan drive trafik på en bane kun baseret på billetindtægterne, kan de gøre det og har dermed monopol. Det gælder eksempelvis X 2000 til og fra Stockholm. Hvis de ikke kan eller vil, kan staten eller et län købe trafik. For fjerntrafik kan den statslige myndighed Rikstrafiken gøre det. Hvad angår trafik inden for en region kan en länstrafikvirksomhed stå for den (eller flere länstrafikvirksomheder ved länsoverskridende regional trafik). De køber altså trafik fra en operatør, som ofte er SJ, men ofte også andre operatører. På visse strækninger mener länstrafikvirksomheden, at SJ ikke har tilstrækkeligt med afgange og kan da købe flere afgange efter aftale med SJ. Årsagen til SJ's monopol er, at der skal være en god omsætning på de bedste strækninger for at drive trafik på de mindre rentable sidebaner. SJ har desuden konkurrence fra andre trafikformer, for eksempel fly og biler, hvilket holder priserne nede.
De eneste kommercielt lønsomme tog i Sverige anses for at være X 2000 og visse andre hurtige tog. Forklaringen ligger i billetprisen pr. time, hvilket er meget højere for hurtige tog. Personalet er den største omkostning, hvilket i X 2000 pr. time koster 2 SEK/kilometer eller 300 kr/time i billetpris (pr. 2007). Intercitytog har billetpriser på et lavere niveau med 1 SEK/km eller omkring 100 SEK/time i billetpris. Stockholms pendeltåg (pendlertog) er for eksempel heller ikke rentable (på trods af at der ofte er én ansat pr. tusinde passagerer), da de koster 0,50 SEK pr. kørt sædekilometer eller 30 SEK/timen (med månedskort 620 SEK, som anvendes til 42 ture om måneden, dvs. 15 SEK pr. tur) med en gennemsnitshastighed på 60 km/t.

## Godstrafik
Godstrafikken i Sverige varetages på hovedbanerne af Green Cargo, en statslig virksomhed. På mindre baner opererer mindre private godsvirksomheder. Godstog til lande som Tyskland sker primært over Øresundsbroen og Storebæltsbroen. På disse strækninger er der kapacitetsproblemer, hvorfor der også er en jernbanefærge mellem Trelleborg og Sassnitz i Tyskland, som dog er dyr i drift.

## Sporvidde, tekniske egenskaber
Jernbanenettet i Sverige har normal sporvidde, 1435 mm. Bortset fra museums- og turistbaner, er der også en smalsporet jernbane med almindelig trafik, Roslagsbanan, med en sporvidde på 891 mm. Historiske sporvidder har inkluderet 600, 802, 1067, 1093, 1188 og 1217 mm. 
Trafikken mellem Finland og Sverige kompliceres ved, at det finske jernbanenet har bredere sporvidde end det svenske, med 1524 mm. Dette løses ved at skifte aksler og bogier i Haparanda, Tornio og i Åbo. I august 2006 blev der gennemført forsøg i Haparanda og Torneå med vogne med omskiftelige hjulaksler, hvis sporvidde på akslerne automatisk ændres ved passage af et sporviddeskifte. Mellem disse to byer er der lagt spor til begge sporvidder.
De vigtigste jernbaner er elektrificerede, dvs. der er en elektrisk ledning over jernbanen, som leverer strøm til toget. Sverige har samme spænding (15 kV) og øvrige elektriske egenskaber som Norge og Tyskland, derimod ikke som i Danmark, hvilket kræver særlige tog for at kunne passere grænsen til Danmark.
Hvert land har sit eget signalsystem.

## Banverkets jernbaner
Her bør man skelne mellem Banverkets nuværende opdeling af baner, henholdsvis de traditionelle eller oprindelige banestrækninger.
| - Bastuträsk-Skelleftehamn - Bergslagsbanan - Bergslagspendeln - Blekinge kustbana - Bofors-Strömtorp - Bohusbanan - Bollnäs-Furudal - Botniabanan - Dalabanan - Forsmo-Hoting - Fryksdalsbanan - Godsstråket genom Bergslagen - Godsstråket genom Skåne - Göteborgs hamnbana - Halmstad-Nässjö - Haparandabanan - Jönköpingsbanan - Karlsborgsbanan - Kinnekullebanan - Kontinentalbanan - Kristinehamn-Persberg | - Kust till kust-banen - Lilla Edet-Alvhem - Lysekilsbanan - Lommabanan - Malmbanan - Markarydsbanan - Mellansel-Örnsköldsvik - Mittbanan - Morjärv-Karlborgsbruk - Mälarbanan - Norge-/Vänernbanan - Norra stambanan - Nynäsbanan - Nässjö-Oskarshamn - Nässjö-Åseda - Ostkustbanan - Piteåbanan - Rååbanan - Sala-Oxelösund - Skånebanan - Stambanan genom övre Norrland | - Storuman-Hällnäs - Stångådalsbanan - Svealandsbanan - Söderhamn-Kilafors - Södra stambanan - Tjustbanan - Viskadalsbanan - Vännäs-Holmsund - Värmlandsbanan - Västerdalsbanan - Västkustbanan - Västra stambanan - Ystadbanan - Ådalsbanan - Älmhult-Olofström - Älvsborgsbanan - Örbyhus-Hallstavik - Öresundsbanan - Österlenbanan |

## Andre navne
Disse navne kan være synonyme eller udgøre dele af Banverkets jernbaner eller have skiftet navn.
- Grödingebanan en del af Västra stambanan
- Kalmar-Berga Järnväg
- Nyköpingsbanan en del af Södra stambanan
- Sammanbindningsbanan en del af Västra stambanan
- Skånebanan
- Söderåsbanan
- TGOJ-banen
- Uddevalla-Vänersborg-Herrljunga Järnväg
- Östra centralbanan
- Östra stambanan

## Fremtidige projekter inden for Banverket
- Citybanan
- Europakorridoren
- Götalandsbanan
- Kungsholmenbanan
- Norrbotniabanan
- Ostlänken
- Västlänken

## Jernbaner som ikke tilhører Banverket

### Jernbaner til almindelig trafik
- Arlandabanan – administreres af A-Train AB
- Inlandsbanan Mora-Gällivare – administreres af Inlandsbanan AB
- Krösatågen
- Lidingöbanan – administreres af Storstockholms Lokaltrafik
- Roslagsbanan – administreres af Storstockholms Lokaltrafik
- Saltsjöbanan – administreres af Storstockholms Lokaltrafik

### Turist- og museumsjernbaner
- Böda Skogsjärnväg
- Dal-Västra Värmlands Järnväg
- Gotlands Hesselby Jernväg
- Möja Jernväg
- Nora Bergslags Veteran-Jernväg
- Ohsabanan
- Risten-Lakviks Järnväg
- Skara-Lundsbrunns Järnvägar
- Smalspårsjärnvägen Hultsfred-Västervik
- Föreningen Smalspåret Växjö-Västervik
- Upsala-Lenna Jernväg (Lennakatten)
- Wadstena Fogelsta Järnväg
- Östra Södermanlands Järnväg (Mariefred-Läggesta-Hedlandet)

### Ikke-trafikerede jernbaner
- Jörn-Arvidsjaur
- Simrishamnsbanan
- Staffanstorpsbanan

## Sporanlæg der ikke regnes for jernbaner
- Göteborgs Spårvägar
- Stockholms Tunnelbana
- Djurgårdslinjen
- Nockebybanan
- Tvärbanan
- Norrköpings spårvägar